# Finanstilsynet
Finanstilsynet är en dansk tillsynsmyndighet under Erhvervsministeriet i Danmark. Dess primära uppgift är att övervaka finansiella företag och värdepappersmarknaden i Danmark. Den bildades 1 januari 1988 när Tilsynet med Banker og Sparekasser (grundat 1963) slogs samman med Forsikringstilsynet (grundat 1981).
Tillsynen över finansiella institut omfattar finansiella institut, hypoteksinstitut, försäkringsbolag, pensionsfonder, Arbejdsmarkedets Tillægspension, Lønmodtagernes Dyrtidsfond, Arbejsmarkedets Erhvervssygdomssikring och investeringsfonder, medan tillsynen över värdepappersmarknaden omfattar tillsyn över börsen, värdepappersmäklarföretag, penningmarknadsmäklarföretag, clearinghouse och värdepappersdepår.